# 解晓东
解晓东（1968年9月9日—），出生于安徽蚌埠，原籍安徽省利辛县板集，中国大陆流行乐歌手、企业家。

## 简历
1980年代在安徽省艺术学校学习声乐和舞蹈。
1990年，解晓东首次登上《中国中央电视台春节联欢晚会》舞台。1995年，参加《1995年中国中央电视台春节联欢晚会》，凭借一首《今儿个真高兴》而走红。
1998年，参加《1998年中国中央电视台春节联欢晚会》，与台湾女歌手范曉萱共同演唱《健康歌》。
2019年，参加《“奋斗吧 中华儿女”——庆祝中华人民共和国成立70周年文艺晚会》。2020年1月，参加《2020江苏卫视鼠年春晚》。

## 代表作品
《今儿个真高兴》、《火火的北京》、《中国娃》